# Abraham Theodor Berge
Abraham Theodor Berge (20 d'agost del 1851 - 10 de juliol del 1936) fou un polític noruec que ocupà el càrrec de primer ministre de Noruega entre els anys 1923 i 1924.
Va ser professor i funcionari que va representar el Partit Liberal, el partit social liberal, i més tard el Partit Liberal de Mente Lliure, un partit de centre dreta.

## Biografia
Berge va néixer a Lyngdal a Lister og Mandals amt (actual Vest-Agder), Noruega. Era fill de Johan Tobias Johnsen Berge (1813–1883) i Helene Andreasdatter Kvalsvig. Va assistir al curs de professor ofert per Reinert Rødland a Lyngdal. El 1867, Berge esdevingué professor a la Nordbygda skole de Vanse. També va exercir com a xèrif a Vanse des de 1904 fins a 1908. Berge va ser nomenat governador del comtat a Vestfold el 1908, càrrec que va ocupar fins al 1924. 
Berge va començar la seva carrera política a Lista, a l'actual municipi de Farsund, on va ser elegit alcalde el 1882. Des d'aquí va passar al Parlament noruec el 1891. Va exercir, en diferents períodes, tant com a ministre de Cultura i Afers de l'Església i com a ministre d'Hisenda. Després, després d'una absència de 10 anys de la política, va tornar a ser ministre d'Hisenda, i més tard també primer ministre, quan va morir el primer ministre en funcions Otto Bahr Halvorsen. Va renunciar a aquest càrrec a conseqüència de la derrota en una votació per aixecar la Llei seca.
El 1926 es va convertir en l'únic primer ministre noruec que mai va ser destituït. L'acusació consistia a retenir informació relacionada amb el rescat del govern d'un banc amenaçat de fallida. Tanmateix, va ser absolt el 1927, juntament amb els sis ministres que van ser jutjats al seu costat.

## Obres seleccionades
- Listerlandets kystværn og kaperfart 1807–14 (Tønsberg 1914) i Lista. En bygdebok (Tønsberg 1926). Tots dos llibres reeditats el 2006 per Klokkhammer Forlag AS.